# Aniela Kamińska-Benmechernene
Aniela Kamińska-Benmechernene – polska inżynier, prof. dr hab. nauk technicznych. 

## Życiorys
Profesor Instytutu Elektroenergetyki Wydziału Inżynierii Środowiska i Energetyki Politechniki Poznańskiej.
Tytuł profesora nauk technicznych uzyskała 30 grudnia 2009 r. Poza pracą na Politechnice Poznańskiej była też profesorem na Wydziale Politechnicznym Akademii Kaliskiej im. Prezydenta Stanisława Wojciechowskiego.